# Hranická propast

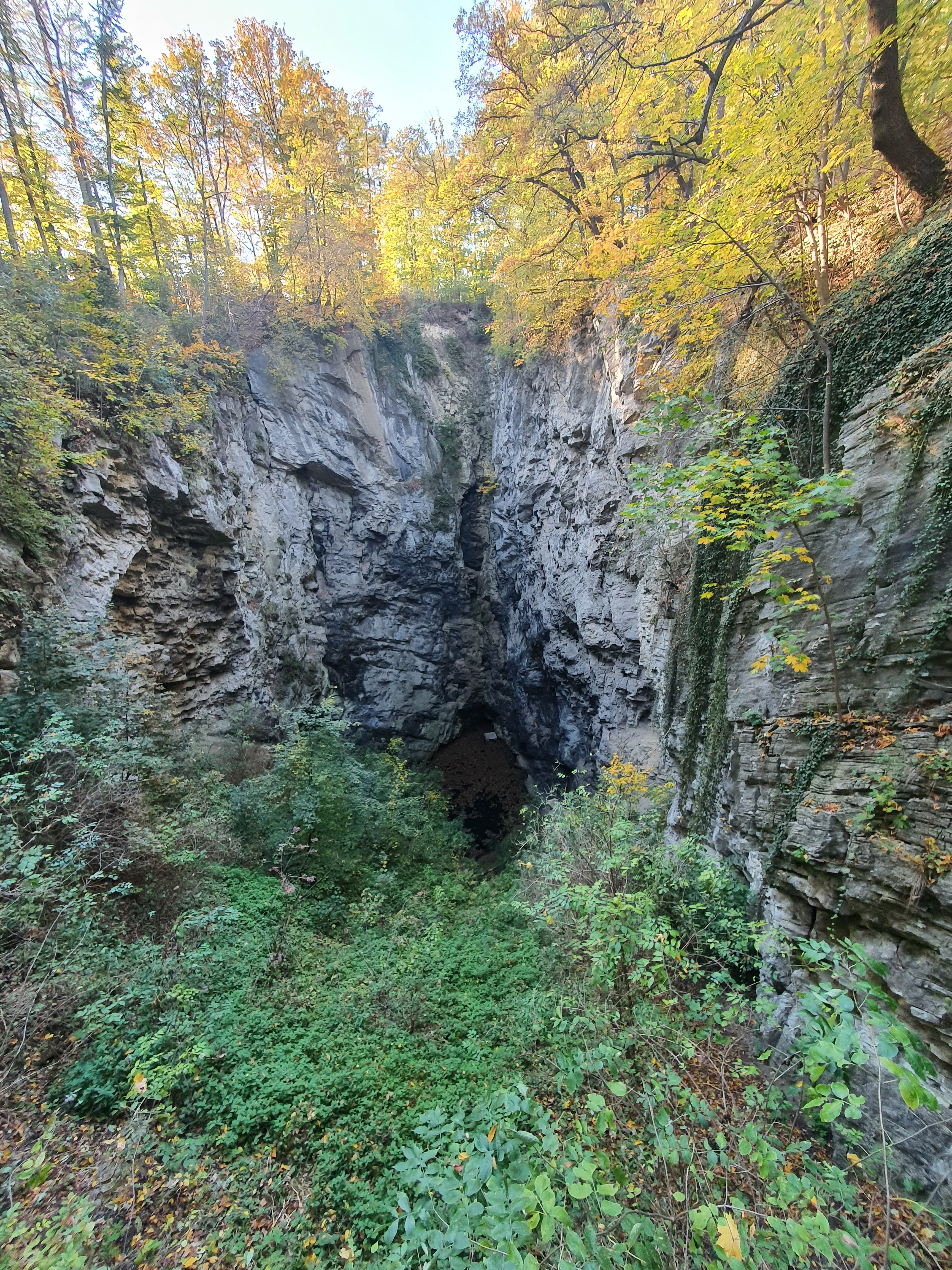
Hranická propast

Hranická propast (Przepaść Hranicka) – studnia krasowa położona w granicach miasta Hranice na Morawach, w powiecie Przerów, w kraju ołomunieckim w Czechach.
Obszar wokół studni znajduje się na prawym brzegu rzeki Beczwy i chroniony jest w postaci narodowego rezerwatu przyrody Hůrka u Hranic. Od stacji kolejowej w uzdrowisku Teplice nad Bečvou prowadzi do niej oznaczony szlak turystyczny. Przepaść mająca 69,5 m głębokości jest zabezpieczona ogrodzeniem mającym chronić turystów przed upadkiem oraz przed zejściem na dno studni, gdzie istnieje zagrożenie spadających głazów, kamieni i drzew. Obsuwanie to spowodowane jest wietrzeniem wskutek mrozu, wiatru, deszczu i intensywnego gniazdowania ptaków.
W oczku krasowym na dnie suchej części studni  znajduje się wejście do jaskini podwodnej na poziomie 245,5 m n.p.m. Jaskinia jest wypełniona mocno nasyconą wodą mineralną, będącą słabym, lecz na tyle stężonym kwasem węglowym, że powoduje oparzenia skóry. Nad powierzchnią wody zalega 0,5–1,5-metrowa warstwa trującego w takim stężeniu dwutlenku węgla, obecna także w podwodnych grotach zwanych Rotunda, Niebo, Monika.
W wyniku pomiaru dokonanego 27 września 2016 przez polskiego nurka Krzysztofa Starnawskiego, ustalono głębokość podwodnej jaskini znajdującej się w studni na 404 m, co czyni ją najgłębszą zatopioną (podwodną) jaskinią na świecie, za jaką do tej pory uznawano jaskinię Pozzo del Merro (392 m). Biorąc pod uwagę wysokość bezwzględną powierzchni oczka, głębokość jaskini potwierdzono do 158,5 poniżej poziomu morza. Głębokość studni łącznie z częścią naziemną wynosi 472 m.
Starnawski zmierzył jaskinię, schodząc z butlą na głębokość 200 metrów do wąskiej szczeliny w formacji skalnej, a następnie przy pomocy skonstruowanego przez Bartłomieja Gryndę zdalnie sterowanego robota podwodnego GRALmarine (do końca jego przewodu zasilającego) szacował jej wymiary. Robot nie osiągnął dna, a speleolodzy szacują, że głębokość jaskini może sięgać od 800 do 1200 m.